# Quart, Aostadalen
Quart är en kommun i regionen Aostadalen i nordvästra Italien. Kommunen hade 4 066 invånare (2017) och har italienska och franska som officiella språk.